# سیارک ۲۱۷۰۴
سیارک ۲۱۷۰۴ (به انگلیسی: 21704 Mikkilineni، نامگذاری:1999RD85) بیست و یک هزار و هفتصد و چهارمین سیارک کشف شده‌است که در ۷ سپتامبر ۱۹۹۹ کشف شد.
قدر مطلق سیارک برابر ۱۱.۷ است.